# ولی سنتر (کالیفرنیا)
ولی سنتر (به انگلیسی: Valley Center) یک منطقهٔ مسکونی در ایالات متحده آمریکا است که در شهرستان سن دیگو، کالیفرنیا واقع شده‌است. ولی سنتر ۷۱٫۰۳۳ کیلومتر مربع مساحت و ۹٬۲۷۷ نفر جمعیت دارد و ۴۰۰ متر بالاتر از سطح دریا واقع شده‌است.